# Bolasterone
Bolasterone (INN, USAN) (tên thương hiệu Myagen, Methosarb; tên mã phát triển trước đây U-19.763), còn được gọi là 7α, 17α-dimethyltestosterone, là một 17α-alkylated androgen/anabolic steroid (AAS) được sử dụng trong thuốc thú y. Nó có sự tương đồng về cấu trúc gần với testosterone (thuốc) | testosterone và giống như methyltestosterone có nhóm methyl ở C17α để tăng sinh khả dụng đường uống. Ngoài ra, nó cũng được 7- methyl hóa, tương tự như calusterone đồng phân 7β-methyl hóa của nó. Thuốc có tỷ lệ đồng hóa từ thấp đến trung bình đối với hoạt động androgenic, tương tự như fluoxymesterone.